# Tricicle (vehicle)

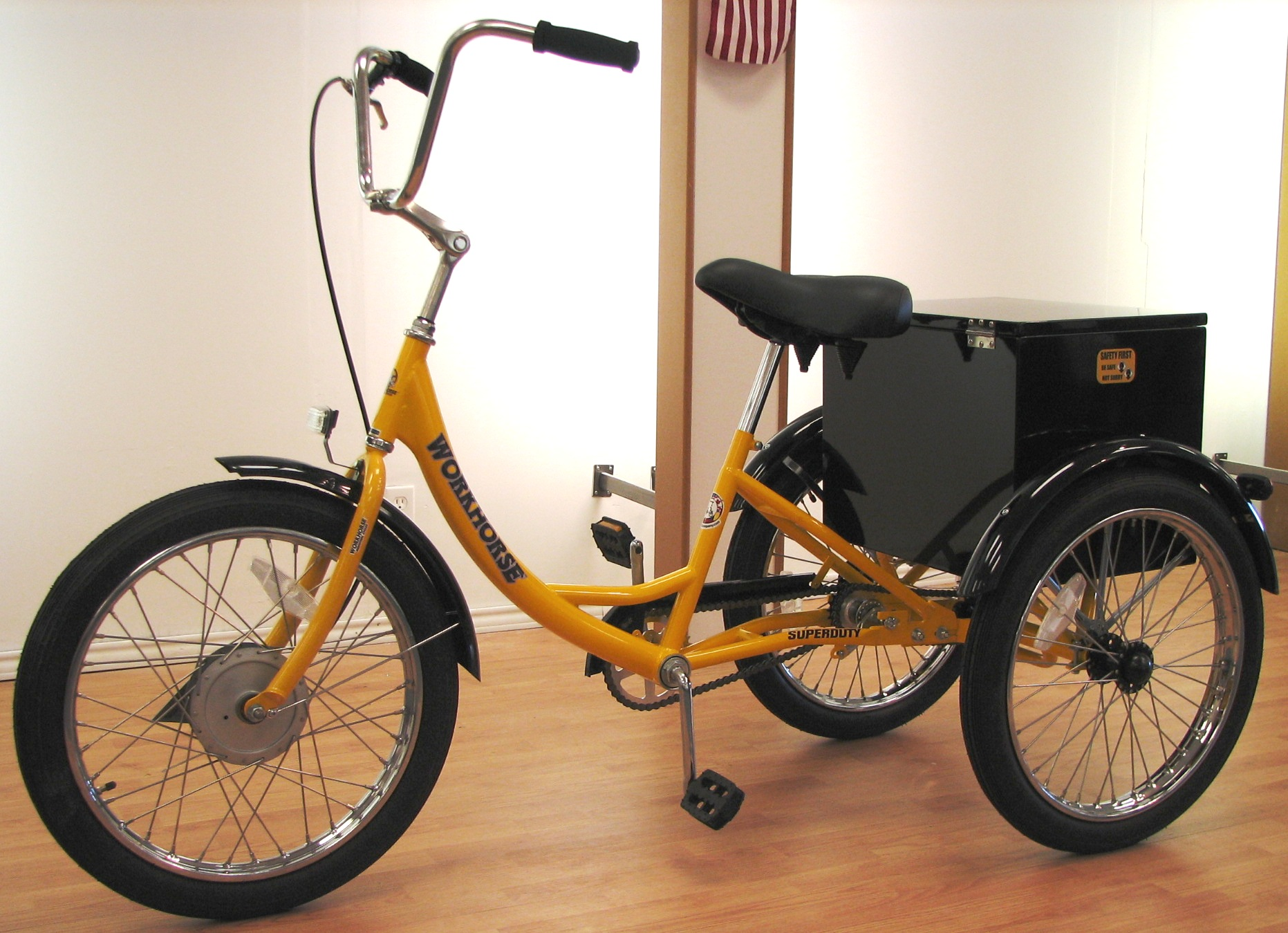
Tricicle comercial Workhorse (2006), amb caixa d'emmagatzematge al darrere

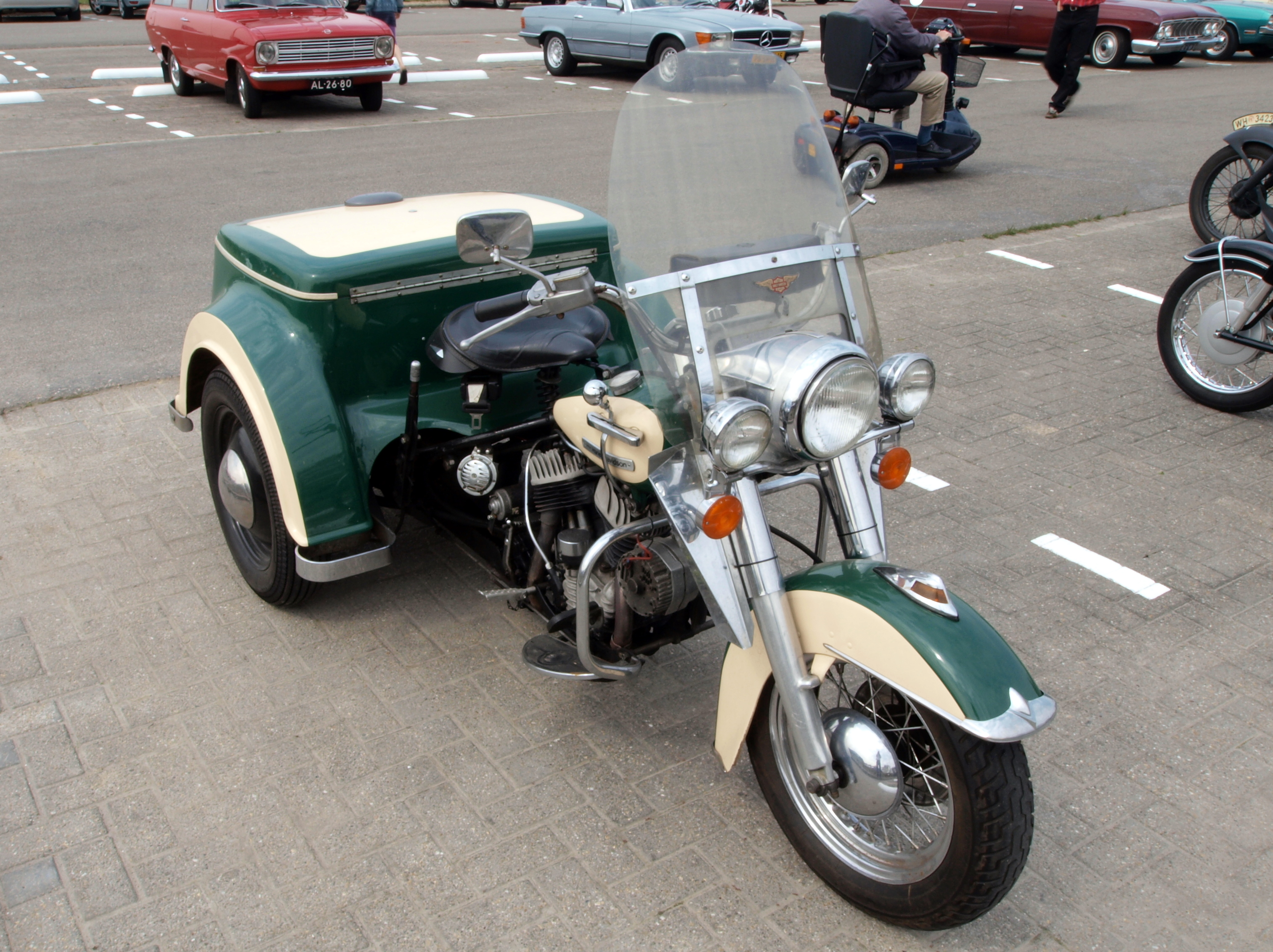
Harley-Davidson Servi-Car, motocicleta tipus trike comercial dels volts de 1960

Un tricicle és un vehicle terrestre de tres rodes, sovint amb la de davant directora, de tracció humana o propulsat per un motor. En el primer cas, s'entén com a tal el velocípede de tres rodes que es desplaça per l'acció dels peus sobre els pedals. En el segon, es tracta d'un vehicle automòbil de tres rodes, ja sigui emprat per a petits transports (cas en el qual es coneix també com a motocarro), o com a mitjà de transport personal.
A la pràctica, s'entén com a tricicle qualsevol vehicle de tres rodes, sempre que en tingui dues d'alineades horitzontalment (ja siguin dues al davant i una al darrere o a l'inrevés) i el seu aspecte sigui equiparable al d'una bicicleta. Per tant, no entrarien en aquesta categoria les motocicletes amb sidecar (les rodes de les quals no estan alineades horitzontalment) ni els petits automòbils de tres rodes, designats comunament com a microcotxes.

## Història

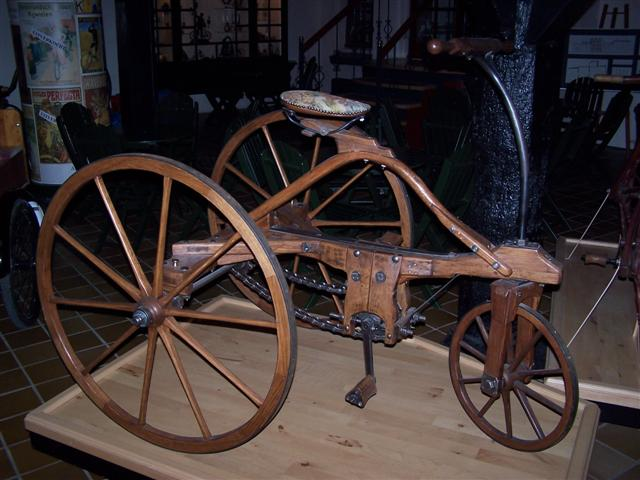
Antic tricicle amb quadre de fusta

Hi ha notícies de quelcom similar a un tricicle ja a mitjan segle xvii: el rellotger alemany Stephan Farffler, discapacitat, creà el 1680 una mena de cadira de minusvàlid, amb tres rodes, que es desplaçava gràcies a unes manovelles. A finals del segle següent, el 1789, els inventors francesos Blanchard i Maguier desenvoluparen un altre vehicle de tres rodes impulsat per pedals i l'anomenaren «tricicle».
Durant el del segle xix, l'inventor britànic Denis Johnson va patentar un tricicle a Anglaterra el 1818. El 1876, James Starley desenvolupà el Coventry Lever Tricycle ("Tricicle a palanques de Coventry") amb dues petites rodes a la dreta i una gran roda motriu a l'esquerra, propulsat gràcies a unes palanques de mà. El 1877, Starley desenvolupà un nou vehicle que anomenà  Rotatiu de Coventry, qualificat com «un dels primers tricicles amb transmissió per cadena rotativa».
Els invents de Starley encetaren la moda del tricicle al Regne Unit; cap a 1879, hi havia vint tipus de tricicles i autocicles amb rodes múltiples produïts a Coventry, i el 1884 n'hi havia més de 120 models diferents, produïts per 20 fabricants. El primer tricicle amb direcció anterior va ser fabricat per l'empresa de Leicester The Safety Company Tricicle el 1881 i fou comercialitzat el 1882 al preu de 18 £. L'empresa va desenvolupar al mateix temps un tricicle plegable.
Els tricicles varen ser emprats de bon començament per ciclistes que no se sentien còmodes sobre rodes altes, com ara dones que portaven vestits llargs i amples. Al Regne Unit, el 1929 es fundà la Tricycle Association per a agrupar tots els entusiastes d'aquest vehicle. L'entitat organitza passejades en grup, recorreguts i proves de regularitat.

### Tricicles amb motor

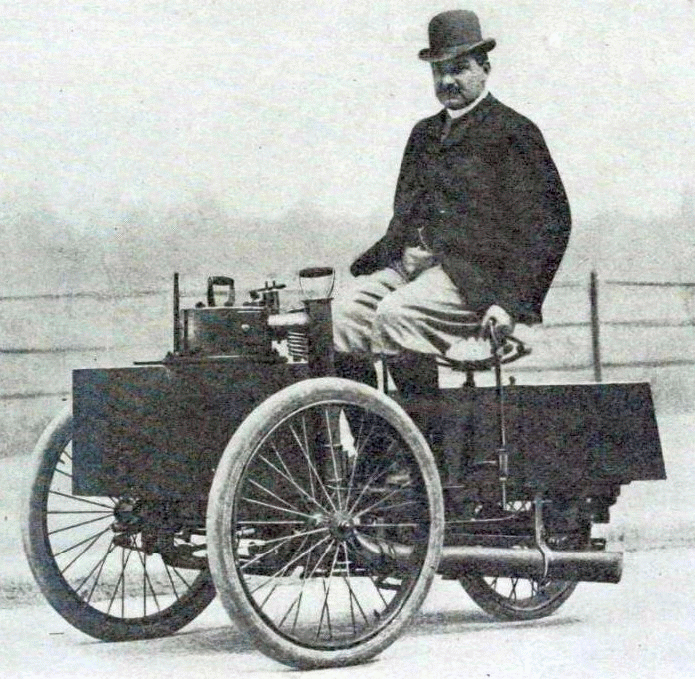
El De Dion-Bouton a vapor de 1887, un dels primers exemples de tricicle motoritzat

Per bé que els primers exemples històrics de tricicle del segle xix anaven propulsats per tracció humana, i que actualment hom tendeix a associar el tricicle amb la idea del primer mitjà de transport de la infantesa, cal tenir present que els tricicles han estat també els primers vehicles autopropulsats que han existit mai: els avantpassats immediats dels actuals automòbils amb motor d'explosió eren tricicles, ja fossin propulsats per calderes de vapor (com ara el De Dion-Bouton de 1887 o el Serpollet de 1888) o per motor d'explosió, com ara el Benz Patent Motorwagen de 1886 (considerat com al primer automòbil de la història) o el Bonet de 1889, el primer vehicle amb motor d'explosió de la península Ibèrica.
Un cop es generalitzà la fabricació de vehicles de quatre rodes, la producció de vehicles de tres s'anà abandonant fins que es reprengué a començament de la dècada de 1910, gràcies als models de tres rodes produïts al Regne Unit per Morgan Motor Company, uns vehicles reeixits que varen estar en producció fins a mitjan dècada de 1930.
Un cop acabada la Segona Guerra Mundial, en començar durant la postguerra el procés de motorització dels països involucrats en el conflicte, els tricicles varen experimentar una revifalla degut a la seva simplicitat i baix cost. Durant aquest període varen aparèixer diversos microcotxes de tres rodes, com ara el Messerschmitt i el Heinkel Kabine, molt venuts arreu d'Europa al llarg de la dècada de 1950. A la dècada de 1970, una gran part del mercat dels microcotxes de tres rodes es trobava a mans del fabricant britànic Reliant, marca que va mantenir-se en actiu fins a finals de la dècada de 1990.
Poc abans de l'inici de l'època daurada dels microcotxes, un dels tricicles motoritzats més habituals a Europa fou el motocarro, una mena de motocicleta amb compartiment de càrrega al darrere (o al davant) que tingué molta acceptació durant dècades, essent el vehicle urbà de transport lleuger per excel·lència.

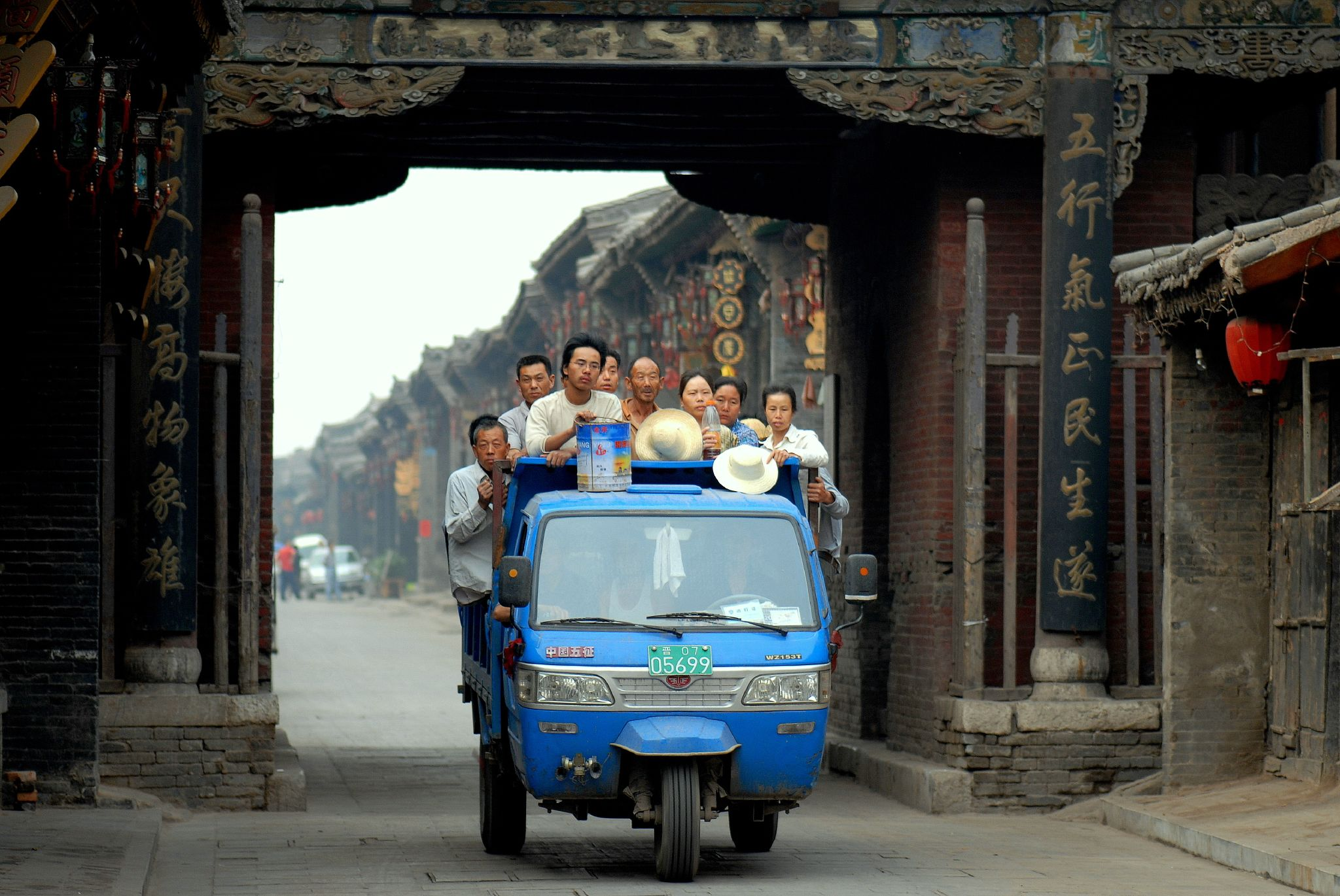
Furgoneta tipus motocarro carregada de passatgers a Pingyao, Xina (2007)

Pel que fa a les motocicletes de tres rodes, val a dir que la seva popularitat començà als EUA a mitjan dècada de 1930, quan Harley-Davidson creà el model Servi-Car (1932), un vehicle de servei amb dues rodes al darrere que suportaven una mena de portamaletes. Aquest model estigué en producció durant quatre dècades i provocà l'aparició de vehicles similars destinats al transport personal, ja no només de mercaderies. Els trikes, com se'ls coneix als països anglòfons i en general al món del motociclisme, han tingut sempre una gran acollida als EUA, on han esdevingut una mena de vehicle de culte en determinats grups socials, similar a allò que passa amb les Choppers.

### Actualitat
Actualment, els tricicles tenen moltes aplicacions pràctiques. Pel que fa als de tracció humana, cal esmentar els nous models desenvolupats per a permetre participar en competicions esportives a persones amb discapacitat i problemes de mobilitat a les extremitats inferiors. D'altra banda, hi ha vehicles similars als tricicles que tenen força usuaris, com ara el trikke.
Entre els tricicles motoritzats, a banda del motocarro (que segueix tenint una difusió important), hi ha zones del planeta com ara el sud-est asiàtic o l'Amèrica Llatina on els tricicles amb motor són molt presents a la vida quotidiana. Un d'ells és l'autorickshaw, una mena de motocarro emprat com a taxi. D'altra banda, apareixen contínuament novetats tecnològiques relacionades amb aquests vehicles, havent-hi entre les principals el Piaggio MP3 (escúter de tres rodes amb dues al davant i una al darrere) i el Campagna T-Rex, a mig camí entre el microcotxe i la motocicleta, també amb dues rodes al davant.
En l'àmbit esportiu cal destacar el Morgan Three Wheeler, un cotxe de dues places amb una sola roda al darrere que continua en producció després de quasi cent anys d'història.

## Tricicles de tracció humana
Hi ha diverses variants de tricicles amb tracció humana. Les més conegudes són aquestes:

### Tricicle infantil
Des del moment de la seva invenció, el tricicle tingué el seu vessant lúdic, especialment destinat a joguina per als infants. Avui dia, el tricicle infantil és probablement la forma de tricicle més coneguda, essent una de les joguines més presents als grans magatzems i un dels regals més habituals per a la mainada.

### Tricicle reclinat
El tricicle reclinat (en anglès, recumbent tricycle) és l'adaptació al tricicle del concepte de bicicleta reclinable. És una mena de tricicle en el qual qui el condueix adopta una posició més còmoda i aerodinàmica, guanyant així velocitat en terreny pla.

### Handbike
Conegut també com a Handcycle ("bicicleta de mà"), és un tricicle -no pas una bicicleta- en què la força es fa amb els braços en comptes dels peus. Especialment pensat per a persones amb discapacitat, ha evolucionat des dels models simplement funcionals fins als esportius, arribant a esdevenir una disciplina més del ciclisme de competició.

### Bicitaxi
Anomenat també tricitaxi, pedicab o velotaxi, és un vehicle destinat al transport de passatgers i construït sota el principi de la bicicleta (tot i que amb tres rodes), accionat amb tracció humana i amb una capacitat de dos passatgers adults asseguts i el seu conductor.

### Tricicle comercial
El tricicle comercial és l'adaptació del concepte de motocarro als tricicles: s'afegeix un compartiment de càrrega al vehicle, ja sigui al davant i al darrere, i es disposa així d'un econòmic i àgil vehicle de transport. N'hi ha de tota mena i configuració, i el seu ús s'està imposant cada cop més a les grans ciutats en empreses de missatgeria. D'altra banda, és molt comú al sud-est asiàtic.

### Velomòbil
Anomenat també bicycle car ("bicicleta cotxe"), és l'evolució més elaborada dels tricicles. El vehicle va totalment o parcial cobert amb una carrosseria aerodinàmica i n'hi ha de tracció humana, híbrida (amb l'ajut de bateries elèctriques) o totalment elèctrica.

Tricicles de tracció humana
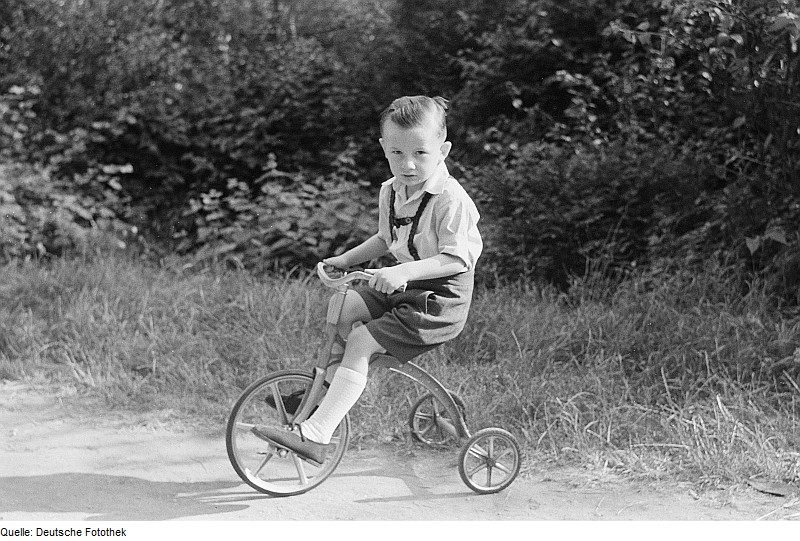
Un infant amb el seu tricicle, a l'Alemanya de 1950
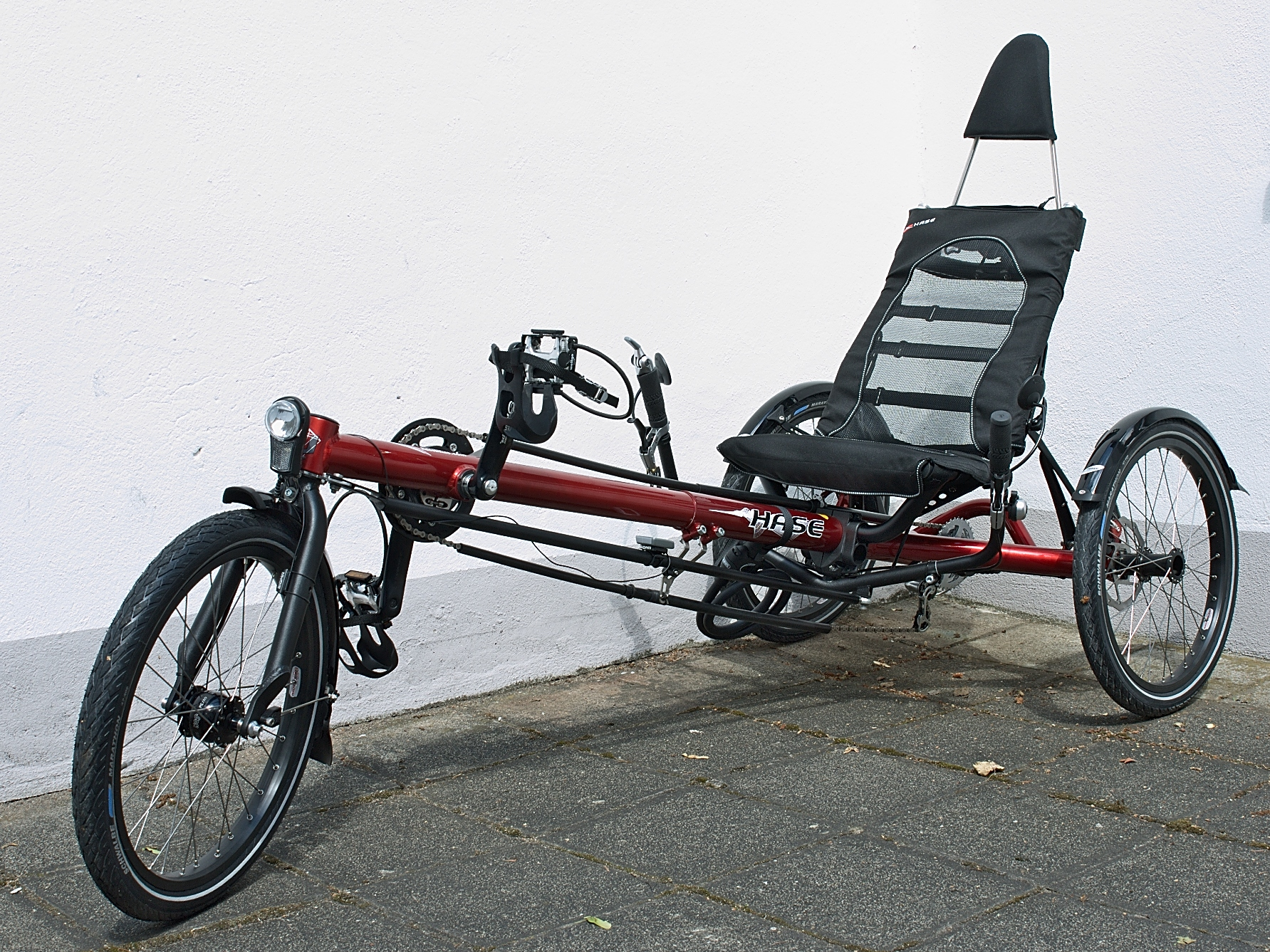
Tricicle reclinat amb dues rodes posteriors
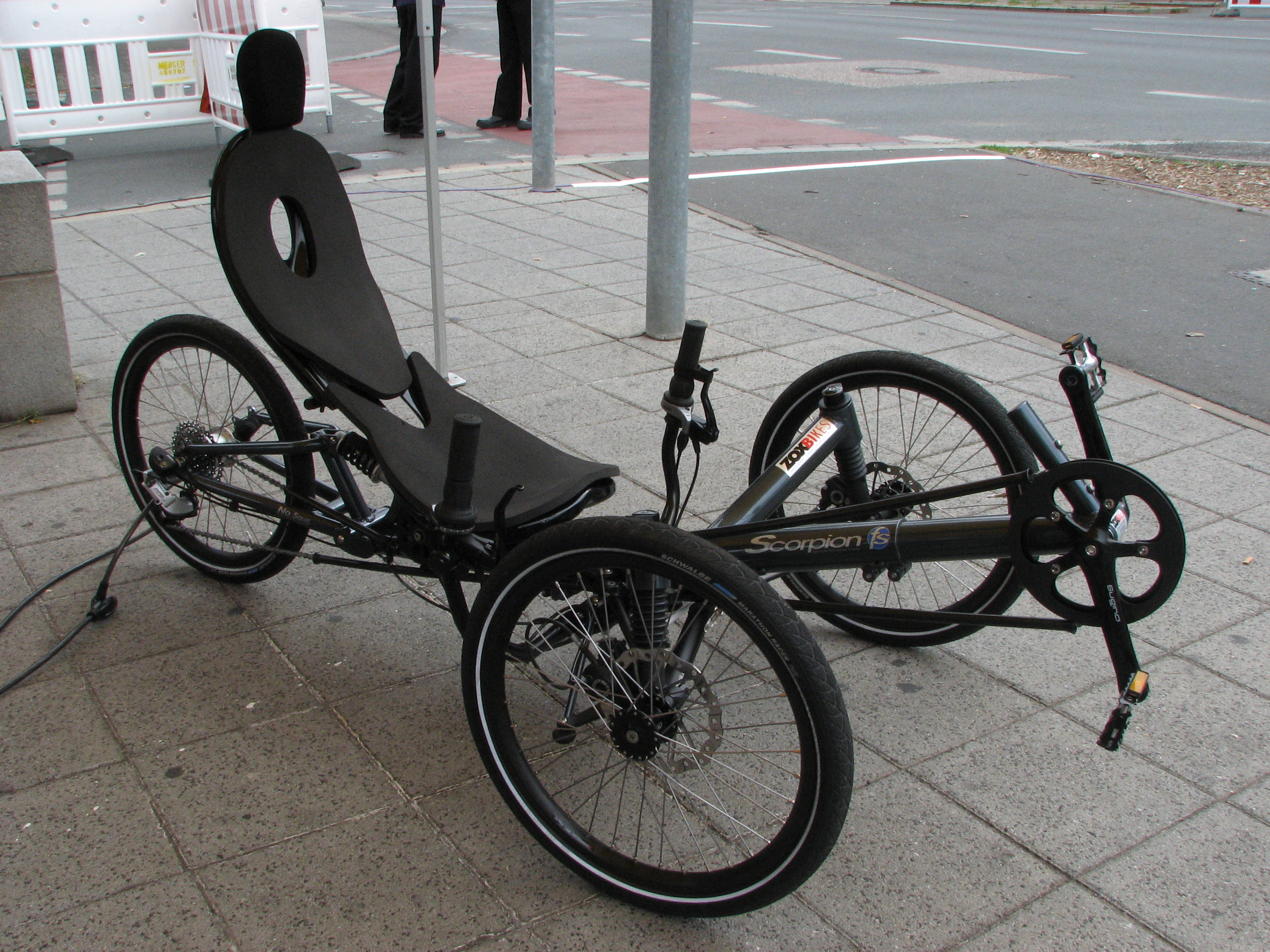
Tricicle reclinat amb dues rodes anteriors
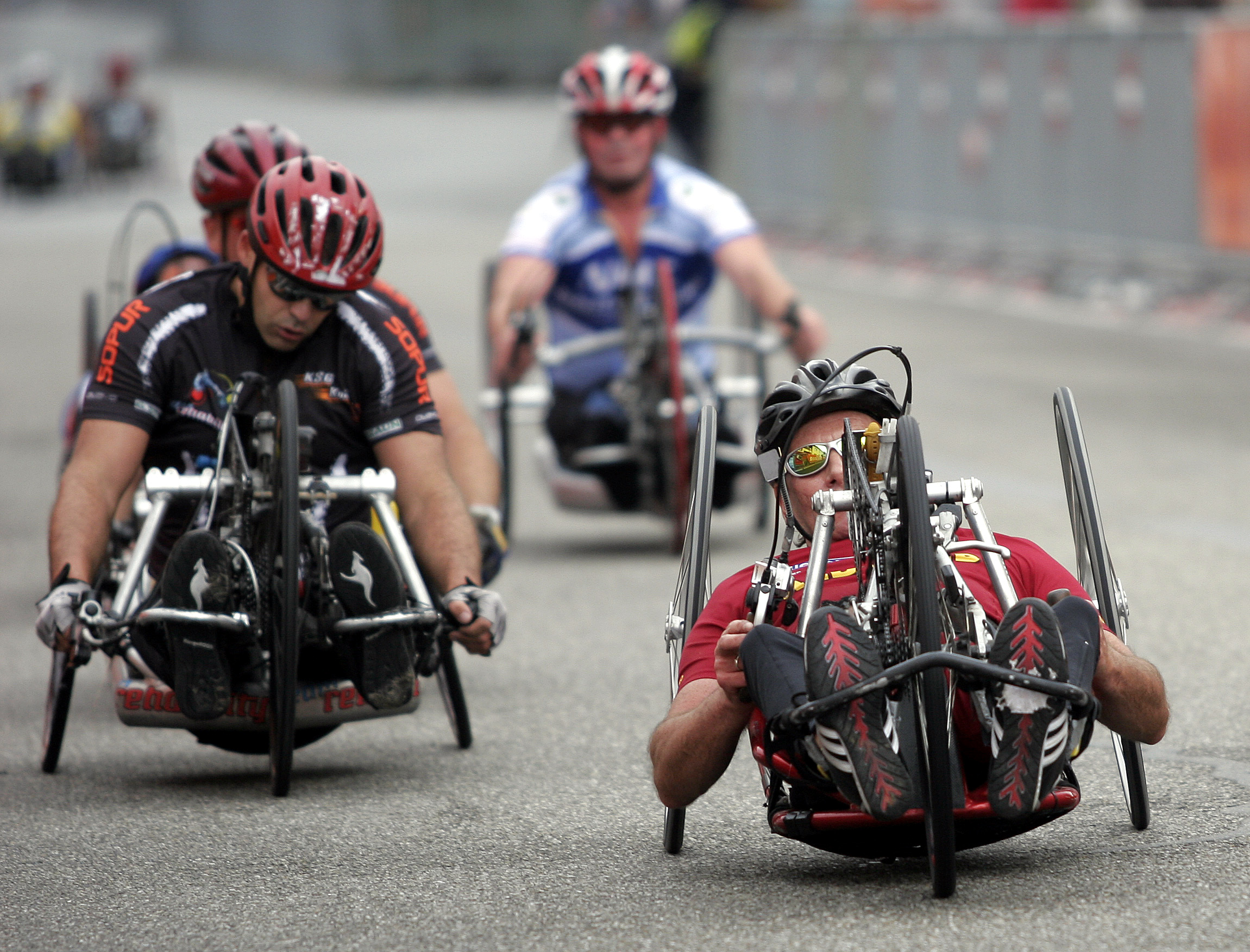
Cursa de handbikes

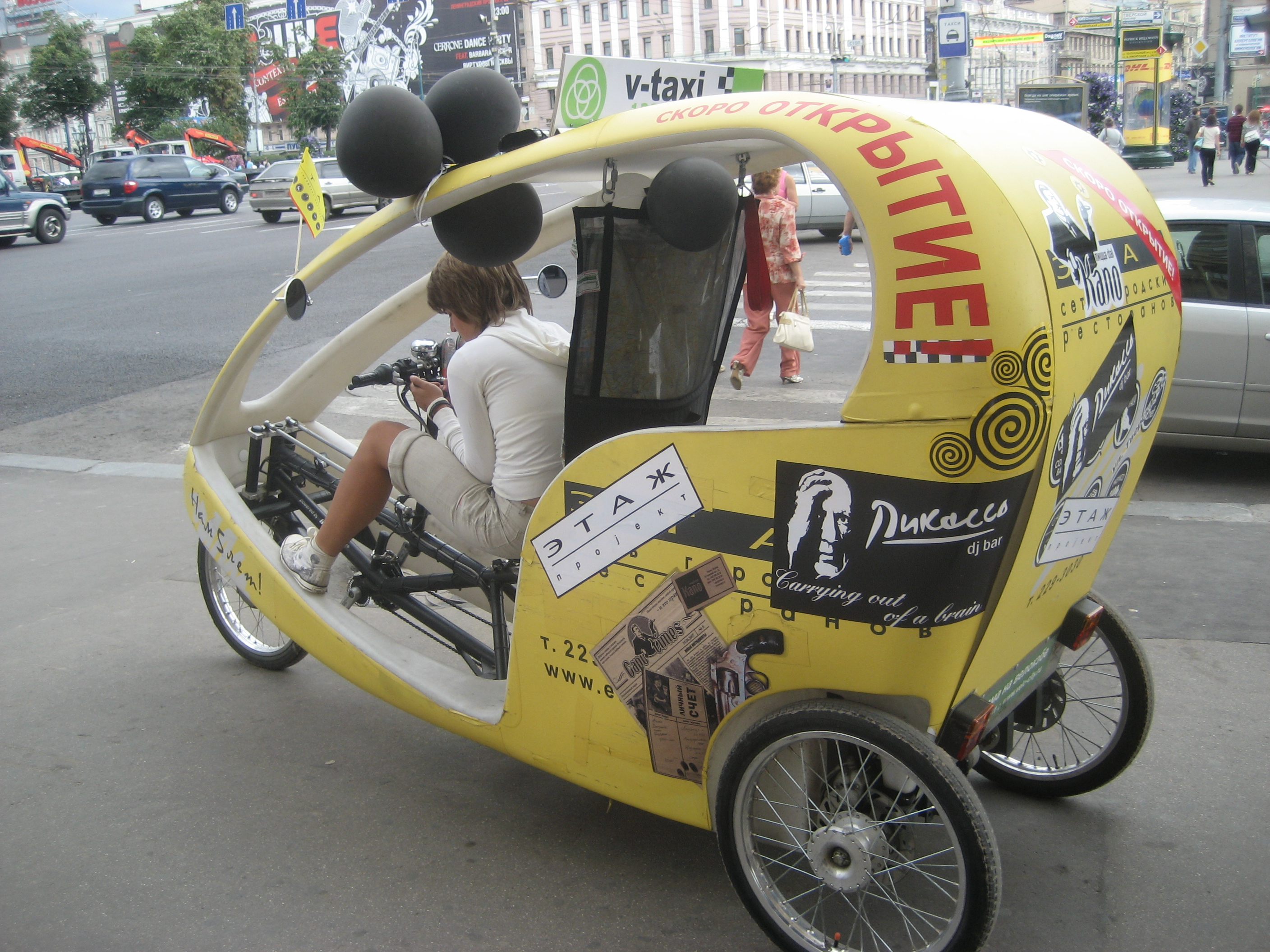
Bicitaxi a Moscou
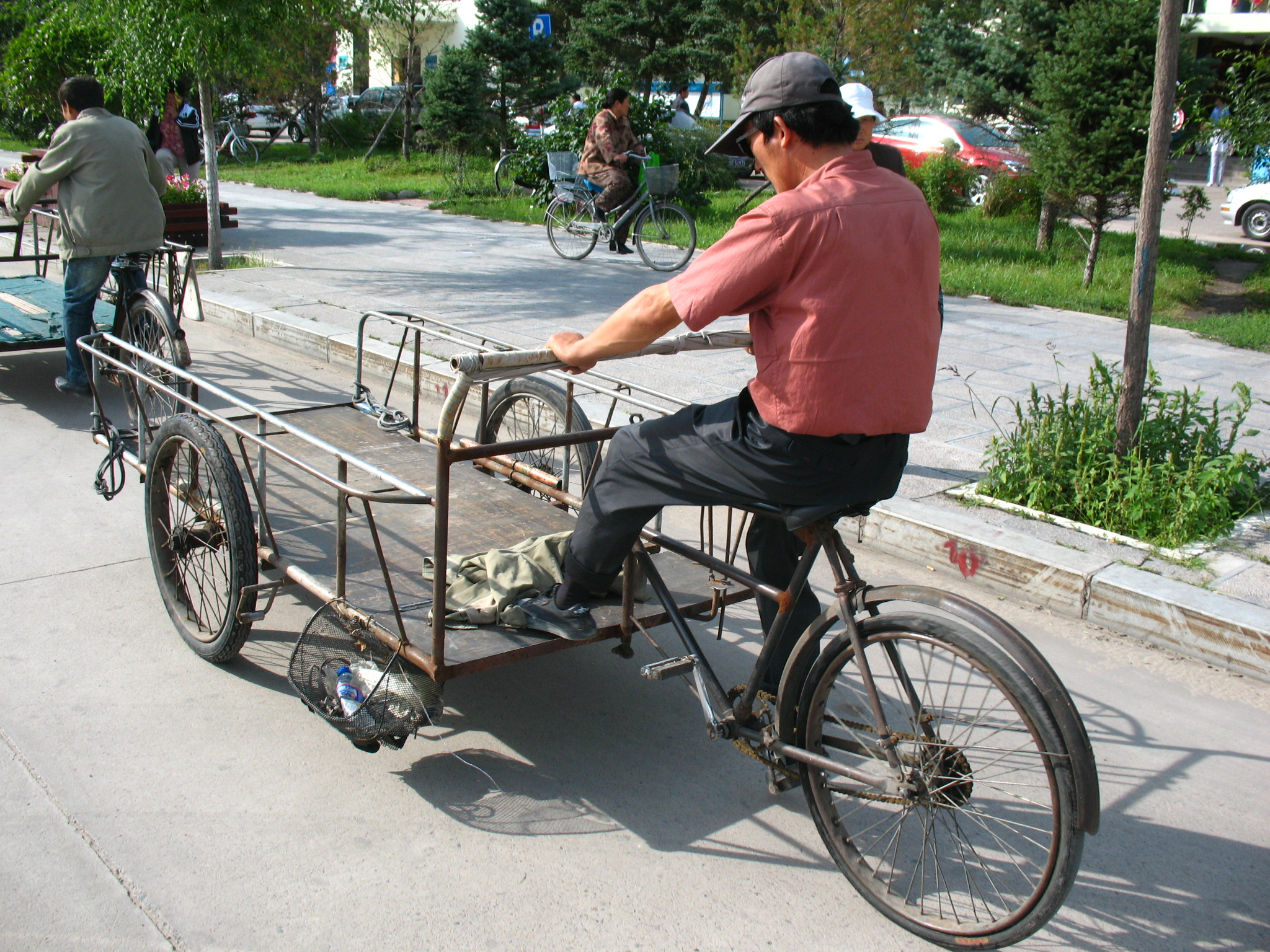
Tricicles comercials a Hailar (Xina)
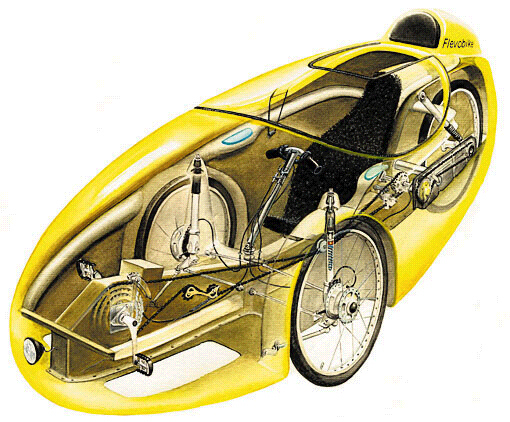
Secció d'un velomòbil de tracció humana

## Tricicles propulsats amb motor
Hi ha diverses variants de tricicles propulsats amb motor. Les més conegudes són aquestes:

### Trike(Motocicleta)
La motocicleta de tres rodes, anomenada Trike, és una de les adaptacions del tricicle als vehicles de motor més bàsiques. Molt habitual als EUA, normalment es tracta d'una moto de gran cilindrada tipus Harley-Davidson o similar a la qual se li canvia l'eix posterior per un de més llarg amb dues rodes, sovint de gran amplada. Tot plegat s'acaba amb carrosseries cridaneres i estètica Chopper.
Tot i que el més habitual és la versió amb les dues rodes al darrere, n'hi ha també variants amb les dues al davant (cas en el qual se'ls coneix com a Reverse trike). Una variant d'aquesta és l'escúter tricicle tipus Piaggio MP3, amb dues rodes anteriors i un eix basculant que s'inclina als revolts.

### Motocarro
El motocarro, designat oficialment "tricicle motoritzat de transport lleuger", és un tricicle proveït de motor destinat al transport de mercaderies lleugeres, emprat per a fer petits transports urbans o a curtes distàncies.
Dins els motocarros hi ha diverses tipologies (dues rodes al davant, dues al darrere, caixa de transport a l'aire lliure o totalment carrossat...). Normalment, si el vehicle no du cabina i deixa el conductor a la intempèrie, s'anomena tricicle de repartiment o tricicle motoritzat.

### Autorickshaw
L'autorickshaw és un bicitaxi amb motor, és a dir, un vehicle tipus motocarro adaptat al seu ús com a taxi. De fet, és el concepte rickshaw japonés però amb motor. Present en nombrosos països, se'l coneix per infinitat de noms segons el lloc: three-wheeler, Samosa, tempo, tuk-tuk, trishaw, auto, rickshaw, autorick, bajaj, rick, tricycle, mototaxi, baby taxi, lapa, etc.

### Cotxes esportius de tres rodes
El Morgan Three Wheeler, amb un potent motor V2 i una sola roda motriu al darrere és un exemple de l'aplicació de l'esquema tricicle a vehicles esportius.

## Vehicles relacionats
Hi ha diversos vehicles que, tot i no ser estrictament parlant un tricicle, hi tenen certa relació per raó de la similitud en la seva estructura o el seu funcionament, ja siguin propulsats per la força de l'home o per un motor. D'entre tots ells, cal esmentar-ne els següents:

### Rickshaw
El seu nom prové del japonès "jinrikisha" ("carruatge la força la constitueix un home"). Es tracta d'un cotxet lleuger de dues rodes, obert o tancat, arrossegat per una persona que va a peu o en una espècie de bicitaxi.

### Bicicleta-remolc
Una bicicleta-remolc (coneguda també com a Trailerbike, Trail-a-bike, Half wheeler, Tagalong, Trail-Gator, FollowMe, etc.) és un tipus de remolc d'una o dues rodes dissenyat per transportar un o més passatgers petits en una posició similar a la d'un ciclista. Quan el remolc té dues rodes és quan el conjunt és equiparable a un tricicle pel seu comportament i conducció.

### Trikke
És una mena de patinet de tres rodes (una al davant i dues al darrere) que es desplaça mitjançant un moviment d'eslàlom, amb una ziga-zaga semblant a la que es fa en l'esquí.

### Microcotxe (tricicle)
Hi ha hagut sempre petits automòbils de tres rodes, des dels primers Messerschmitt als actuals Myers Motors NmG (Corbin Sparrow) o Peel P50. El seu comportament i conducció, però, no té gairebé res a veure amb un tricicle, sinó més aviat amb un automòbil clàssic de quatre rodes.